# Veronica Maggio
Veronica Sandra Karin Maggio (ur. 15 marca 1981 w Uppsali) – szwedzka piosenkarka pochodzenia włoskiego.
W 2011 roku została laureatką Rockbjörnen w kategorii „Najlepszy szwedzki utwór” za piosenkę „Jag kommer” i „Artystka koncertowa roku”. W 2014 roku ponownie została laureatką Rockbjörnen w kategorii „Najlepszy szwedzki utwór” za piosenkę „Hela huset”.

## Dyskografia

### Albumy studyjne
| 2006                           | Vatten & bröd - Wydany: 4 września 2006 - Wytwórnia: Stockholm Records, Universal Music Group - Format: CD, digital download, płyta gramofonowa                                                 | 14 | –  | –  | –  |
| 2008                           | Och vinnaren är... - Wydany: 26 marca 2008 - Wytwórnia: Universal Music Group - Format: CD, digital download, płyta gramofonowa                                                                 | 7  | 7  | –  | –  |
| 2011                           | Satan i gatan - Wydany: 27 kwietnia 2011 - Wytwórnia: Universal Music Group - Format: CD, digital download, płyta gramofonowa                                                                   | 1  | 2  | 24 | 33 |
| 2013                           | Handen i fickan fast jag bryr mig - Wydany: 4 października 2013 - Wytwórnia: Universal Music Group, Svenska Inspelningar - Format: CD, digital download, płyta gramofonowa, 2×płyta gramofonowa | 1  | 2  | –  | 32 |
| 2016                           | Den första är alltid gratis - Wydany: 6 maja 2016 - Wytwórnia: Universal Music Group - Format: CD, digital download, płyta gramofonowa                                                          | 1  | 6  | –  | 33 |
| 2019                           | Fiender är tråkigt - Wydany: 14 czerwca 2019 - Wytwórnia: Universal Music Group - Format: CD, digital download, płyta gramofonowa                                                               | 1  | 40 | -  | –  |
| „–” pozycja nie była notowana. | |    |    |    |    |

### Single
| Rok                            | Tytuł                                     | Najwyższe pozycje na listach | Najwyższe pozycje na listach | Najwyższe pozycje na listach | Album                                   |
| Rok                            | Tytuł                                     | SWE                          | NOR                          | DNK                          | Album                                   |
| ------------------------------ | ----------------------------------------- | ---------------------------- | ---------------------------- | ---------------------------- | --------------------------------------- |
| 2006                           | „Dumpa mig”                               | 14                           | –                            | –                            | Vatten & bröd                           |
| 2006                           | „Nöjd?”                                   | 6                            | –                            | –                            | Vatten & bröd                           |
| 2006                           | „Havanna mamma”                           | –                            | –                            | –                            | Vatten & bröd                           |
| 2008                           | „Måndagsbarn”                             | 23                           | 1                            | 8                            | Och vinnaren är...                      |
| 2008                           | „Stopp”                                   | 30                           | –                            | –                            | Och vinnaren är...                      |
| 2009                           | „17 år”                                   | 19                           | –                            | –                            | Och vinnaren är...                      |
| 2011                           | „Jag kommer”                              | 1                            | 12                           | –                            | Satan i gatan                           |
| 2011                           | „Välkommen in”                            | 2                            | –                            | –                            | Satan i gatan                           |
| 2012                           | „Mitt hjärta blöder”                      | 5                            | –                            | –                            | Satan i gatan                           |
| 2013                           | „Sergels torg”                            | 6                            | –                            | –                            | Handen i fickan fast jag bryr mig       |
| 2014                           | „Hela huset” (& Håkan Hellström)          | 8                            | –                            | –                            | Handen i fickan fast jag bryr mig       |
| 2014                           | „Låtsas som det regnar”                   | 14                           | –                            | –                            | Handen i fickan fast jag bryr mig       |
| 2016                           | „Den första är alltid gratis”             | 16                           | –                            | –                            | Den första är alltid gratis             |
| 2016                           | „Ayahuasca”                               | 35                           | –                            | –                            | Den första är alltid gratis             |
| 2016                           | „Vi mot värkden”                          | 10                           | –                            | –                            | Den första är alltid gratis             |
| 2018                           | „20 Questions (From Bregman's Reliquary)” | 29                           | –                            | –                            | –                                       |
| 2019                           | „Kurt Cobain”                             | 4                            | –                            | –                            | Friender är tråkigt                     |
| 2019                           | „Tillfällighetter”                        | 4                            | –                            | –                            | Friender är tråkigt                     |
| 2019                           | „5 minuter”                               | 7                            | –                            | –                            | Friender är tråkigt                     |
| 2021                           | „Se mig”                                  | 5                            | –                            | –                            | Och som vanligt händer det något hemskt |
| 2021                           | „Nu stannar vi på marken”                 | 45                           | –                            | –                            | –                                       |
| 2021                           | „Varsomhelst/Närsomhelst”                 | 13                           | –                            | –                            | Och som vanligt händer det något hemskt |
| 2021                           | „På en buss”                              | 26                           | –                            | –                            | Och som vanligt händer det något hemskt |
| „–” pozycja nie była notowana. |                                           |                              |                              |                              |                                         |

### Z gościnnym udziałem
| Rok                            | Tytuł                                    | Najwyższe pozycje na listach |
| Rok                            | Tytuł                                    | SWE                          |
| ------------------------------ | ---------------------------------------- | ---------------------------- |
| 2010                           | „Längesen” (Petter)                      | 20                           |
| 2011                           | „Sena Nätter, Tomma Glas” (Ison & Fille) | –                            |
| „–” pozycja nie była notowana. |                                          |                              |

### Pozostałe notowane utwory
| Rok  | Tytuł                             | Najwyższe pozycje na listach | Album                             |
| Rok  | Tytuł                             | SWE                          | Album                             |
| ---- | --------------------------------- | ---------------------------- | --------------------------------- |
| 2011 | „Satan i gatan”                   | 2                            | Satan i gatan                     |
| 2011 | „Vi kommer alltid ha Paris”       | 18                           | Satan i gatan                     |
| 2011 | „Inga kläder”                     | 12                           | Satan i gatan                     |
| 2011 | „Alla mina låtar”                 | 24                           | Satan i gatan                     |
| 2011 | „Snälla bli min”                  | 6                            | Satan i gatan                     |
| 2011 | „Sju sorger”                      | 18                           | Satan i gatan                     |
| 2011 | „Finns det en så finns det flera” | 27                           | Satan i gatan                     |
| 2011 | „Lördagen den femtonde mars”      | 30                           | Satan i gatan                     |
| 2013 | „Jag lovar”                       | 16                           | Handen i fickan fast jag bryr mig |
| 2013 | „Va kvar”                         | 15                           | Handen i fickan fast jag bryr mig |
| 2013 | „Låtsas som det regnar”           | 14                           | Handen i fickan fast jag bryr mig |
| 2013 | „Hädanefter”                      | 12                           | Handen i fickan fast jag bryr mig |
| 2013 | „Trädgården en fredag”            | 21                           | Handen i fickan fast jag bryr mig |
| 2013 | „Dallas”                          | 32                           | Handen i fickan fast jag bryr mig |
| 2013 | „Bas gillar hörn”                 | 33                           | Handen i fickan fast jag bryr mig |
| 2013 | „I min bil”                       | 25                           | Handen i fickan fast jag bryr mig |
| 2013 | „Mörkt”                           | 19                           | Handen i fickan fast jag bryr mig |